# Jet Republic
Die Jet Republic war ein Geschäftsflugverkehrsunternehmen mit Sitz im portugiesischen Lissabon.

## Gründung
Jet Republic wurde 2008 von dem englischen Unternehmer und ehemaligen Royal Air Force Piloten Jonathan Breeze gegründet. Als finanzierendes Bankhaus trat die österreichische Euram Bank (European American Investment Bank Aktiengesellschaft), im Palais Esterházy (Wallnerstraße) im ersten Wiener Gemeindebezirk, unter der Leitung von Viktor Popovic auf.

## Produkte
Angeboten wurden zwei Produkte:
- Der Kauf von Flugzeuganteilen (Fractional Ownership)
- Der Kauf von Flugstunden mittels einer Kundenkarte

Dazu wurden 25 Festbestellungen und 85 Optionen für die Learjet 60XR im Wert von 1,5 Milliarden US-Dollar beim kanadischen Hersteller Bombardier Aerospace aufgegeben. Die Auslieferung der Flugzeuge sollte ab Oktober 2009 beginnen. Für die Flugstunde sollten inklusive Catering zwischen 5000 und 7000 Euro vom Kunden zu bezahlen sein.

## Liquidation
Das Unternehmen geriet mit der Finanzkrise ab 2007 in finanzielle Schwierigkeiten, wodurch sich der Beginn der Geschäftstätigkeiten verzögerte. Der irische Buchmacher Paddy Power veranstaltete eine Wette, ob das Unternehmen jemals Flugzeuge betreiben würde.